# 上横須賀駅
上横須賀駅（かみよこすかえき）は、愛知県西尾市吉良町上横須賀宮前にある、名古屋鉄道（名鉄）西尾線の駅である。駅番号はGN12。全ての列車が停車する。

## 歴史
- 1915年（大正4年）8月5日 - 西尾鉄道の横須賀口駅（本駅開業と同時に廃止。後の鎌谷駅付近） - 吉良吉田駅間開通と同時に開業。
- 1926年（大正15年）12月1日 - 西尾鉄道が愛知電気鉄道へ合併したため、同社の駅となる。
- 1935年（昭和10年）8月1日 - 愛知電気鉄道が名岐鉄道への合併したことにより名古屋鉄道が発足したため、同社の駅となる。
- 1945年（昭和20年）1月13日 - 三河地震により駅舎被災[2]。
- 1959年（昭和34年）6月10日 - 駅舎新築[3]。
- 1964年（昭和39年）7月1日 - 貨物営業廃止[4]。
- 1988年（昭和63年）9月1日 - 無人化[5]。
- 2005年（平成17年）1月29日 - この日のダイヤ改正により、平日朝1本存在した特急の通過を廃止し全ての列車が停車するようになる。
- 2008年（平成20年）6月29日 - 駅集中管理システム・トランパス導入。特急が入線しなくなったため、急行停車駅になる。
- 2011年（平成23年）2月11日 - ICカード乗車券「manaca」供用開始。
- 2012年（平成24年）2月29日 - トランパス供用終了。
- 2023年（令和5年）3月18日 - 再び、特急停車駅になる。

駅集中管理システム導入以前の上横須賀駅（2005年）
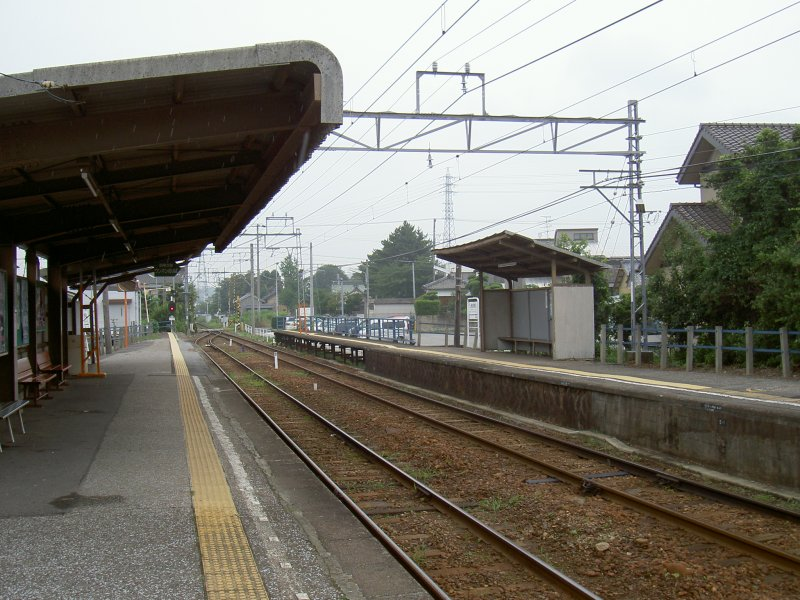
ホーム
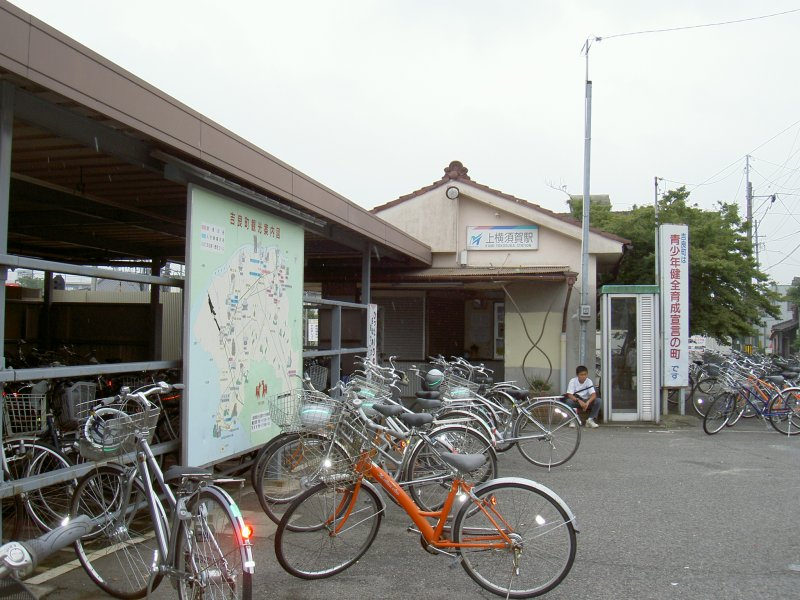
旧駅舎（1959年築[3]）

## 駅構造
4両編成対応の2面2線相対ホームを持つ行違い可能な地上駅で、互いのホームは構内踏切で連絡している。現在、標準ダイヤでは急行同士がすれ違う。西尾駅管理の無人駅であり、manacaが利用できる。
古い駅舎が残っていたが駅集中管理システム導入の際に建て替えられた。駅舎は西側の1番線（新安城方面）に面している。建て替えの際にバリアフリーにも対応し、車椅子対応のスロープも双方のホームに設置された。自動改札機・自動精算機・自動券売機・簡易列車案内が設置されている。

### のりば
| 番線 | 路線      | 方向 | 行先                         |
| ---- | --------- | ---- | ---------------------------- |
| 1    | GN 西尾線 | 下り | 西尾・新安城・名鉄名古屋方面 |
| 2    | GN 西尾線 | 上り | 吉良吉田ゆき                 |

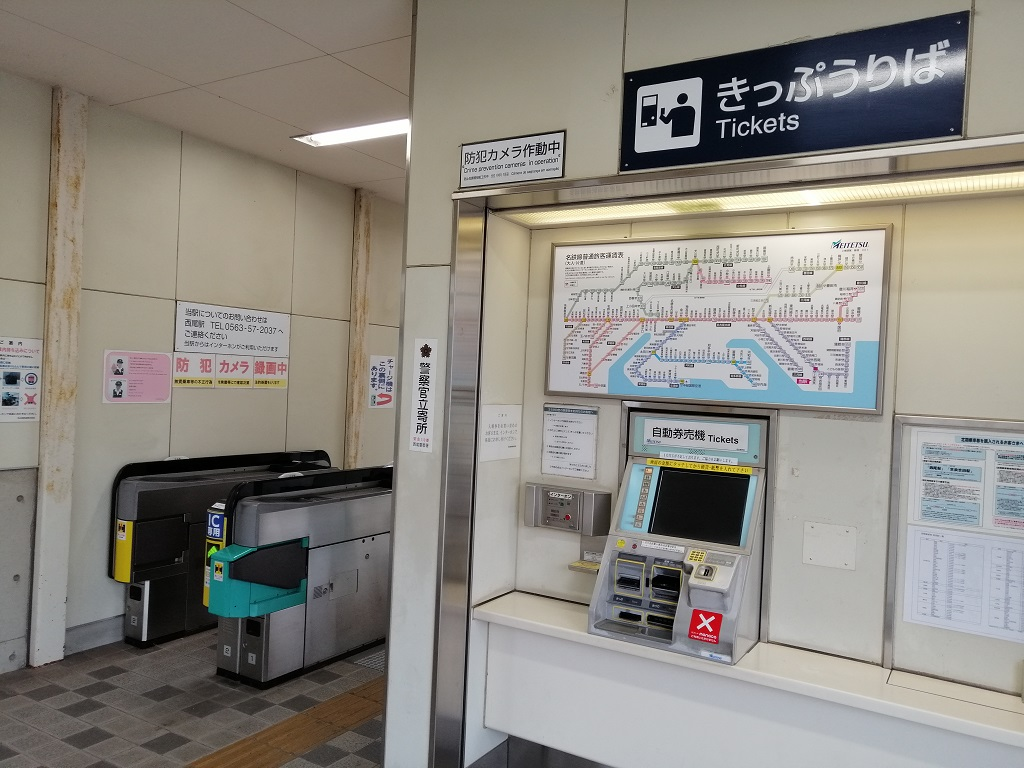
改札口
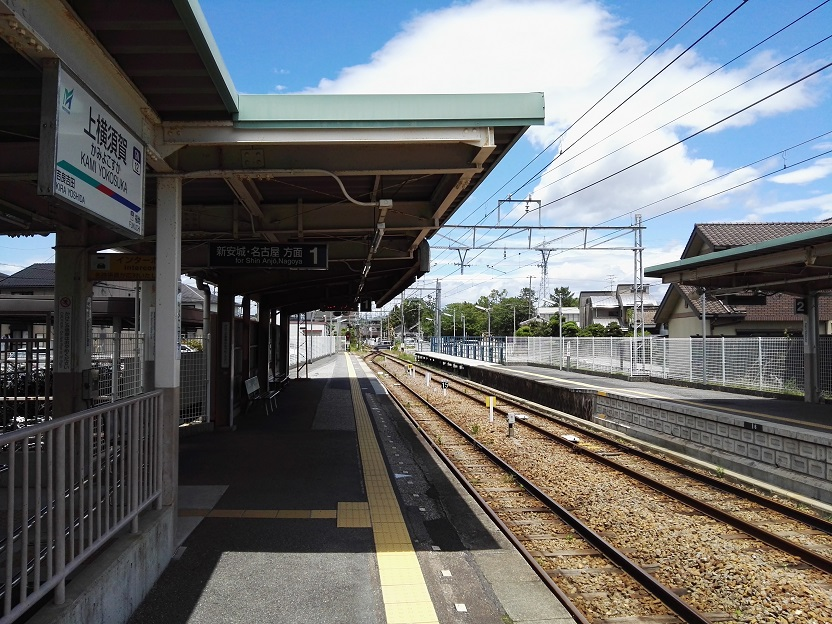
ホーム
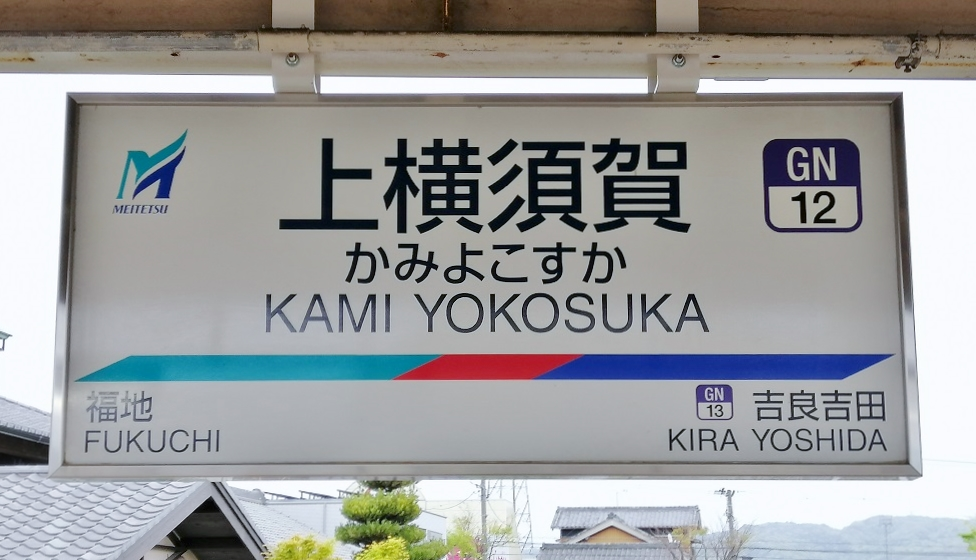
駅名標

### 配線図
| ← 西尾・ 新安城方面 | 上横須賀駅 構内配線略図 | → 吉良吉田駅 |
| 凡例 出典:          |                         |              |

## 利用状況
- 「移動等円滑化取組報告書」によると、2020年度の1日平均乗降人員は1,035人である[10]。
- 『名鉄120年：近20年のあゆみ』によると2013年度当時の1日平均乗降人員は1,257人であり、この値は名鉄全駅（275駅）中209位、 西尾線・蒲郡線（23駅）中10位であった[11]。
- 『名古屋鉄道百年史』によると1992年度当時の1日平均乗降人員は1,087人であり、この値は岐阜市内線均一運賃区間内各駅（岐阜市内線・田神線・美濃町線徹明町駅 - 琴塚駅間）を除く名鉄全駅（342駅）中216位、 西尾線・蒲郡線（24駅）中12位であった[12]。
- 『愛知県統計年鑑』によると2010年度の1日平均乗車人員は589人[13]である。

### 平均乗車人員表
近年の1日平均乗車人員は下表の通り。
| 年度   | 1日平均 乗車人員 |
| ------ | ---------------- |
| 2006年 | 458              |
| 2007年 | 502              |
| 2008年 | 543              |
| 2009年 | 558              |
| 2010年 | 589              |

## 駅周辺
- 吉良町郵便局
- 西尾市立横須賀小学校
- JA西三河横須賀支店
- 西尾信用金庫横須賀支店
- 華蔵寺
- 愛知県道317号西尾幡豆線
- 愛知県道42号西尾吉良線

## 上横須賀駅が舞台の作品
- 映画『人生劇場 望郷篇 三州吉良港』（1954年） - 撮影は当駅付近や宮崎海岸で行われたが、劇中では上横須賀駅ではなく三州吉良港駅という架空の駅名で登場した[18]。

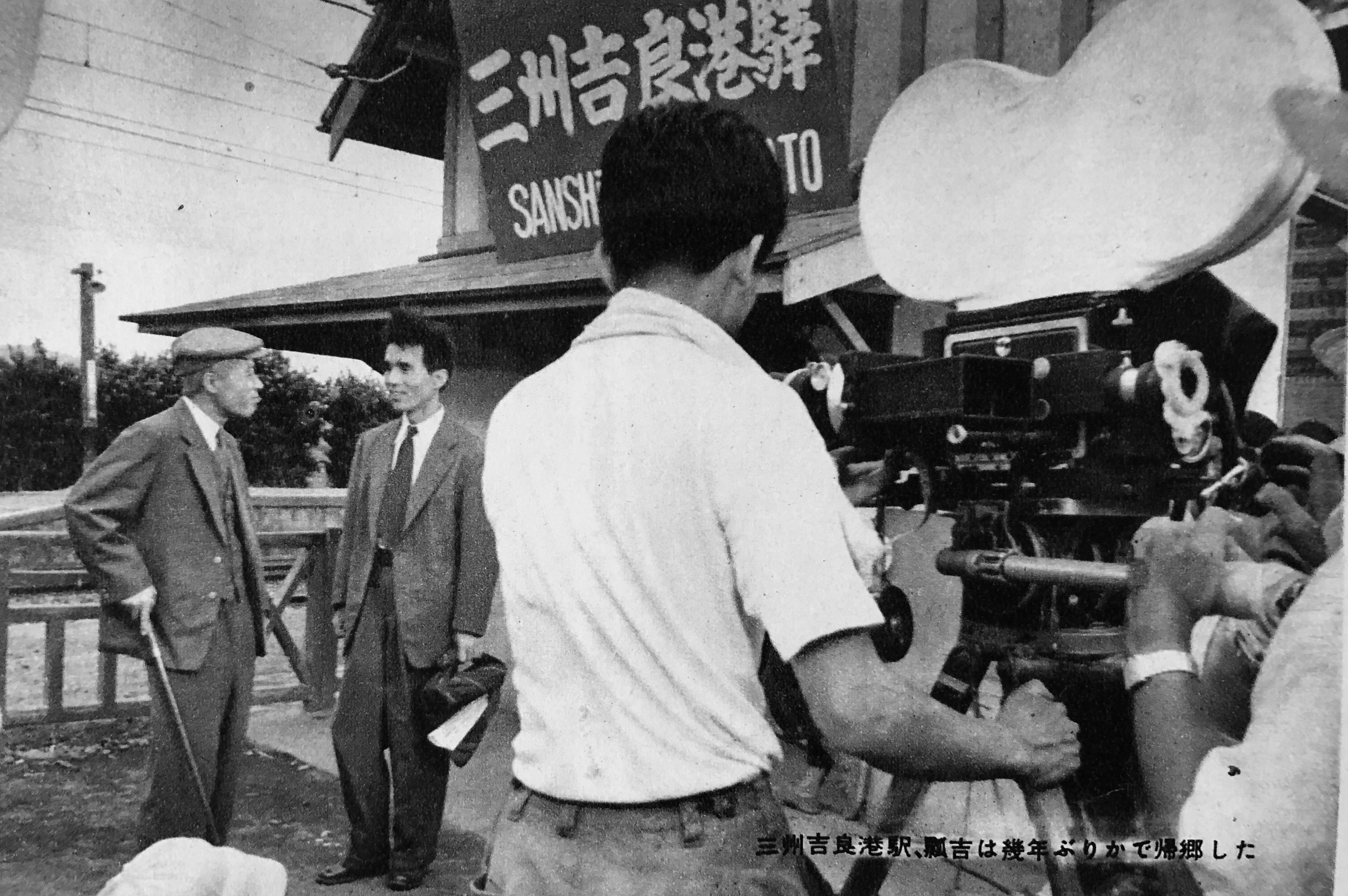
「三州吉良港驛」の看板を掲げた上横須賀駅（1954年）。

## 隣の駅
名古屋鉄道
GN 西尾線
■特急・■急行・■普通
福地駅 (GN11) - 上横須賀駅 (GN12) - 吉良吉田駅 (GN13)
- 特急は福地駅方面ゆきのみ運行。
- かつては福地駅 - 当駅間に鎌谷駅、当駅 - 吉良吉田間に東富田駅と三河荻原駅が存在した。